# Pseudammoecius australasiae
Pseudammoecius australasiae is een keversoort uit de familie bladsprietkevers (Scarabaeidae). De wetenschappelijke naam van de soort is voor het eerst geldig gepubliceerd in 1858 door Carl Henrik Boheman.